# Daily NK
Daily NK — южнокорейская новостная интернет-газета, освещающая вопросы, связанные с КНДР. Сайт регулярно публикует материалы из КНДР, получаемые через собственную сеть информаторов, действующих в стране.
Сайт Daily NK, основанный в декабре 2004 года, публикует множество материалов о правах человека в КНДР. Большая часть материалов публикуется на корейском языке. Существуют разделы сайта на английском, китайском и японском языках. Внутренние источники издания в КНДР передают материалы в сеульский офис, используя китайские мобильные телефоны на границе Северной Кореей и Китайской Народной Республики. Издание также располагает несколькими корреспондентами в Китае, которые берут интервью у людей, бежавших из Северной Кореи. На сайте публикуются интервью с беженцами из Северной Кореи и информации об эфире и публикациях в СМИ Северной Кореи.
Материалы сайта часто цитируются СМИ разных стран. Северокорейский Совет по мирному объединению Родины, в своём заявлении в ЦТАК, раскритиковал Daily NK за т. н. «клеветническую кампанию по дискредитации КНДР». Из-за трудностей репортажей из КНДР в некоторых докладах содержатся неточности: Открытая для КНДР радиостанция Ха Тхэ Кеунг, тесно связанная с Daily NK, заявила: «Поскольку наши источники никогда не обучались журналистике, для нас стоит проблема преувеличений», а Ли Чан Хо, глава южнокорейского министерства объединения, что «выпуск сырой и непроверенной информации был неконструктивным». Однако New York Times сообщает, что начиная с 2010 года, качество и точность информации, опубликованной Daily NK улучшились, так как увеличилось число северокорейской интеллигенции и бывших высокопоставленных чиновников, которые перешли на сторону Юга.
Хван Чжан Ёп, бывший высокопоставленный политик Северной Кореи, который был председателем верховного народного собрания КНДР с 1972 по 1983, получил собственную колонку на сайте. Он бежал из КНДР в 1997 году, явившись в посольство Южной Кореи в Пекине, став самым высокопоставленным северокорейским перебежчиком.
Владельцем газеты и её издателем является Хан Ги Хон.